# Избирательный блок «Третья сила»
Избирательный блок «Третья сила» (рум. Blocul electoral «Forţa a treia») — блок партий Молдовы, включающий партии: Партия «Moldova Unită — Единая Молдова», Общественно-политическое движение «Новая сила» и Народно-республиканская партия. Создан и зарегистрирован для участия во всеобщих местных выборах 2011 года.

## Создание Избирательного блока «Третья сила»
Соглашение о формировании избирательного блока «Третья сила» (ИбТС) было официально подписано представителями трех внепарламентских партий – «Единая Молдова», «Новая сила» и Народно-республиканская партия Молдовы. По словам лидеров блока, целью инициативы по объединению политических сил является совместное участие в местных выборах 5 июня 2011 года. Лидеры блока также сообщили о своем намерении осуществить в ближайшем будущем слияние трех партий.
Кандидатом в примары Кишинёва от избирательного блока «Третья сила» стал лидер ИбТС Валерий Плешка, который получил поддержку 493 жителей столицы Молдовы, или 0,14% голосов.

## Результаты на всеобщих местных выборах 2011 года
По итогам выборов избирательный блок «Третья сила» получил следующие результаты:
- В Mуниципальные и районные советы - 0,38% голосов и 2 мандата.
- В Городские и сельские советы - 0,62% голосов и 39 мандатов.
- 1 кандидат блока был избран примаром (0,11 %).